# Ада Међица
Ада Међица је издужено речно острво обрасло шумом на реци Сави, према административној подели припада граду Београду, а налази се на територији београдске општине Нови Београд. Током историје била је гранично острво многих држава и место војних сукоба, заједно са Адом Циганлијом.
Шездесетих година 20. века на острву је изграђена прва сојеница и основано удружење „Љубитељи Саве и Дунава”, које од тада управља острвом.
Највећи део острва прекривен је шумом, а на њему се налазе сојенице и сплавови.

## Опште карактеристике
Нетакнута природа, мир, река, шумска пространства и мала удаљеност од урбаног подручја су само неке од ствари које красе Аду Међицу. Острво се простире на 11,58 ha. Највећа ширина острва је 174 m, а дужина 1150 m. Обрасло је шумом, а на њему се налази 86 сојеница и 202 сплава на води, где викендом борави око 2.000 посетилаца. Максимална величина објеката је 25 m², а потребну струју за сојенице и сплавове обезбеђују соларни панели. Активности на острву укључују пливање, шетњу и роштиљање, а подручје је нетакнуто и без туристичких садржаја. Једино је западни део обале бетониран, како би се спречила ерозија.
Ток реке Саве је јак у пределу острва, које река помери од 50 до 100 cm годишње у смеру низводно. Острво је често преплављено реком, а сидрење острва локалне власти сматрају прескупим. Током поплава, острво је редовно прекривено блатом и обично је толико поплављено да се бродови морају користити за превоз од једне куће до друге. Постоје две мале плаже, званично класификоване као „дивље плаже”. Један је близу северног, бетонираног врха, а други је пешчана плажа у близини јужног врха.
На самом уласку у марину, где чамци одвозе и довозе посетиоце, налази се клуб љубитеља Аде Међице и ресторан.

## Географија

### Географски положај и локација
Ада Међица налази се преко пута централног дела Аде Циганлије, одакле је могуће доћи чамцем.
Са друге стране преко реке Саве, налази се новобеоградски Савски кеј, Блок 45, Блок 44 и Блок 70.. Припада општини Нови Београд, а од центра Београда удаљена је 3 km. Газдинска јединица на којој се налази Ада Међица припада Централној шумској области, Посaвско-подунавском шумском подручју.
Острво поседује и тениски терен, а изграђена је и бетонска стаза преко које се може обићи круг око целог острва. На острву се налазе две „дивље плаже“.

### Еколошке, геолошке и хидрографске карактеристике
Ада Међица настала је плављењем и таложењем речног песма и муља. Ада представља раван са благим депресијама које су испуњене водом, односно барама. Надморска висина варира од 71 до 73 m. Од обале реке Саве до гребена, терен острва се благи уздиже, а потом има пад према централном деру. Такође благи пад надморске висине је од горњег према доњем шпицу. Иако је на острву присутна мала разлика у надморској висини, она у великој мери утиче на састав биљне заједнице.
Изузев бара, острво чини алувијално земљиште, која су погодна за узгој интензивних засада. Централни део острва повезан је са обалом благим прокопаним каналом, ради бржег отицања воде из централног дела острва, који је у благој депресији. Током плављења, централни део острва са баром се пуни водом.

### Клима
Захваљујући комбинацији фактора, ово подручје одликује умереноконтиненталном климом, рејон је под утицајем Средоземног мора и Атлантског океана, а подрејон под утицајем хладног континенталног ваздуха и северних и североисточних делова Европе. Просечна температура током лета је већа од 20 °C, средње трајање периода без мраза је 303 дана, а трајање сунчевог сјаја је 2025 часова, што има велики утицај на развој биљног света острва. Око 25 дана годишње, просечна температура на острву буде преко 30 °C, а оне понекад достигну и 40—42 °C.
Средња годишња количина падавина износи 730,8 mm, а највише падавина има током пролећа и лета, а најмање током зима. На овом рејону чест је продор хладног, сувог и јаког ветра са југоистока и истока. Најмања температура ваздуха најчешће је у јануару и достиже -21 °C, а највећа најчешће у јулу и достиже 40,2 °C. Зиме су оштре и промењиве, рани мразеви јављају се у октобру, а касни у априлу.
| Клима Аде Циганлије (1981—2010) | Клима Аде Циганлије (1981—2010) | Клима Аде Циганлије (1981—2010) | Клима Аде Циганлије (1981—2010) | Клима Аде Циганлије (1981—2010) | Клима Аде Циганлије (1981—2010) | Клима Аде Циганлије (1981—2010) | Клима Аде Циганлије (1981—2010) | Клима Аде Циганлије (1981—2010) | Клима Аде Циганлије (1981—2010) | Клима Аде Циганлије (1981—2010) | Клима Аде Циганлије (1981—2010) | Клима Аде Циганлије (1981—2010) | Клима Аде Циганлије (1981—2010) |
| Показатељ \ Месец               | .Јан.                           | .Феб.                           | .Мар.                           | .Апр.                           | .Мај.                           | .Јун.                           | .Јул.                           | .Авг.                           | .Сеп.                           | .Окт.                           | .Нов.                           | .Дец.                           | .Год.                           |
| ------------------------------- | ------------------------------- | ------------------------------- | ------------------------------- | ------------------------------- | ------------------------------- | ------------------------------- | ------------------------------- | ------------------------------- | ------------------------------- | ------------------------------- | ------------------------------- | ------------------------------- | ------------------------------- |
| Апсолутни максимум, °C (°F)     | 20,7 (69,3)                     | 23,9 (75)                       | 28,8 (83,8)                     | 32,2 (90)                       | 34,9 (94,8)                     | 37,4 (99,3)                     | 43,6 (110,5)                    | 40,0 (104)                      | 37,5 (99,5)                     | 30,7 (87,3)                     | 28,4 (83,1)                     | 22,6 (72,7)                     | 43,6 (110,5)                    |
| Максимум, °C (°F)               | 4,6 (40,3)                      | 7,0 (44,6)                      | 12,4 (54,3)                     | 18,0 (64,4)                     | 23,5 (74,3)                     | 26,2 (79,2)                     | 28,6 (83,5)                     | 28,7 (83,7)                     | 23,9 (75)                       | 18,4 (65,1)                     | 11,2 (52,2)                     | 5,8 (42,4)                      | 17,4 (63,3)                     |
| Просек, °C (°F)                 | 1,4 (34,5)                      | 3,1 (37,6)                      | 7,6 (45,7)                      | 12,9 (55,2)                     | 18,1 (64,6)                     | 21,0 (69,8)                     | 23,0 (73,4)                     | 22,7 (72,9)                     | 18,0 (64,4)                     | 12,9 (55,2)                     | 7,1 (44,8)                      | 2,7 (36,9)                      | 12,5 (54,5)                     |
| Минимум, °C (°F)                | −1,1 (30)                       | −0,1 (31,8)                     | 3,7 (38,7)                      | 8,3 (46,9)                      | 13,0 (55,4)                     | 15,8 (60,4)                     | 17,5 (63,5)                     | 17,6 (63,7)                     | 13,5 (56,3)                     | 9,0 (48,2)                      | 4,2 (39,6)                      | 0,2 (32,4)                      | 8,5 (47,3)                      |
| Апсолутни минимум, °C (°F)      | −26,2 (−15,2)                   | −15,4 (4,3)                     | −12,4 (9,7)                     | −3,4 (25,9)                     | 2,5 (36,5)                      | 6,5 (43,7)                      | 9,4 (48,9)                      | 6,7 (44,1)                      | 4,7 (40,5)                      | −4,5 (23,9)                     | −7,8 (18)                       | −13,4 (7,9)                     | −26,2 (−15,2)                   |
| Количина падавина, mm (in)      | 46,9 (1,846)                    | 40,0 (1,575)                    | 49,3 (1,941)                    | 56,1 (2,209)                    | 58,0 (2,283)                    | 101,2 (3,984)                   | 63,0 (2,48)                     | 58,3 (2,295)                    | 55,3 (2,177)                    | 50,2 (1,976)                    | 55,1 (2,169)                    | 57,4 (2,26)                     | 690,9 (27,201)                  |
| Дани са падавинама (≥ 0.1 mm)   | 13                              | 12                              | 11                              | 13                              | 13                              | 13                              | 10                              | 9                               | 10                              | 10                              | 12                              | 14                              | 139                             |
| Дани са снегом                  | 10                              | 7                               | 4                               | 1                               | 0                               | 0                               | 0                               | 0                               | 0                               | 0                               | 3                               | 8                               | 33                              |
| Релативна влажност, %           | 78                              | 71                              | 63                              | 61                              | 61                              | 63                              | 61                              | 61                              | 67                              | 71                              | 75                              | 79                              | 68                              |
| Сунчани сати — месечни просек   | 72,2                            | 101,7                           | 153,2                           | 188,1                           | 242,2                           | 260,9                           | 290,8                           | 274,0                           | 204,3                           | 163,1                           | 97,0                            | 64,5                            | 2.111,9                         |
| Извор: РХЗ                      |                                 |                                 |                                 |                                 |                                 |                                 |                                 |                                 |                                 |                                 |                                 |                                 |                                 |

## Флора и фауна
Острво обилује природом, на њему се налази велики број платана, топола, кестена врба уз обалу и преко 250 стабала храстове шуме старих око 80. година..
Острво је богато великим бројем птица и ситне дивљачи, као и домаћим животињама.
Купање на Ади Међици је могуће на њеном доњем и горњем шпицу острва, где је стациониран највећи број посетилаца. На острву је присутан велики број шумских и жбунастих заједница, које су настале услед интезивног влажења у речним долинама. На острву су присутне шуме беле врбе и тополе, на неразвијеним семиглејним земљиштима, шуме беле врбе и црне тополе на мозаику прелазниш станишта. Спрат дрвећа је проређен, мале висине, а углавном се састоји од беле врбе, примешано се јавља и црна топола. Спрат жбуња је развијен у зависности од трајања високе воде и приземне флоре. У другом спрату јављају се Salix alba, Amorpha fruticosa, Ulmus effusa,Ulmus carpinifolia, Fraxinus angustifolia и Solanum dulcamara. У сувљим деловима присутне су шуме беле тополе и лужњака, а јављају се још и пољски јасен, вез, јасенолик јавор, сребрнолисни јавор и амерички јасен. У спрату жбуња и приземне врсте јављају се Frangula alnus, Cornus sanguine, Crataegus monogyna, Crataegus nigra, Viburnum opulus, Rubus caesius, Genista tinctoria, Carex divulsa и друге.
Деведесетих година 20. века шуме острва биле су запуштене, а већина стабала била су еуроамеричке тополе, док је висока шума лужњака била обрасла дивљом лозом и бршљеном. Половина Аде Међице у то време била је обрасла грожђем и багремцем, између еуроамеричких топола растао је и амерички јасен, негунда и сребрнолисни јавор. У шуми је била огромнa количина отпада. Након пошумљавања, 89% Аде Међица прекривено је шумом.
На подручју Аде Циганлије, пописане су ретке врсте биљака, као што су: барска перуника и водени орашак. Заштићене врсте инсеката који настањују острво су Calosoma inguisitor, Calosoma sycophanta, Carabus coriaceus и Carabus intricatus.
Аду Међицу такође настањује велики број птица, сезонски и током целе године, а заштићене врсте су: лабуд грбавац, црна рода, мала бела чапља, сива чапља, крџа, вранац и велика бела чапља. На острву строго заштићене врсте су и белоушка и барска корњача. Острво је било станиште врабаца, дивљих патака и голубова, али су до 2010. године они напустили острво због растуће популације врана. Два велика јата дивљих гусака живе на острву и привлаче посетиоце. Аду Међицу настањују и плава сеница, детлић, фазан, гугутка, чапља, креја, пољска еја и многе друге.
Острво је пошумљено са 250 садница дивље узгајаних храстова, старих између 50 и 100 година. У периоду од 2015 до 2017. године на острву је посађено 2.500 садница храста лужњака и јасена.

## Историја
Име острва, Ада Међица је српски назив за гранично острво, од речи „међа”. Река Сава је вековима била граница многих држава (Римско царство, Византијско царство, Краљевина Мађарска, Србија, Османско царство, Хабзбуршка монархија и многих других). Острво је данас граница београдске општине Нови Београд са општином Чукарица, од које је удаљено 100 m. До Првог светског рата острво је било познато под именом „Ада Занога” и „Мала Ада”. Током Првог и Другог светског рата, на Ади Међици и Ади Циганлији одиграо се велики број битака. У настојању да искористи повлачење српске војске из Срема у септембру 1914. године, аустроугарски поручник и генерал Касимир вон Лутгендорф одлучио је да нападне Србију преко Саве (Циганлије и Међице), након чега је уследила операција искрцавања на српској страни реке, освајање насеља Баново Брдо и Топчидер, а затим, западним путем, уласка у центар Београда.
Године 1962. изграђени су први објекти на острву, а прва је била кућа на дрвету, коју је изградио Пеђа Ристић, српски архитекта. Ристић је првобитно критикован, али је временом добио похвале због изградње куће на острву, јер је његова идеја била означена као бунтовна. Ристић је инспирисао друге да проводе викенде на острвима. Током 1963. године општина власт понудила је „Друштву љубитеља Саве и Дунава” да воде острво наредних 99 година, како је то наложеном одлуком Врховног суда Југославије, 1964. године. Град је касније тужио Друштво желећи да се острво врати, али су изгубили на суду. У 1965. се пише о спору између Дирекције Аде Циганлије и Удружења љубитеља Саве и Дунава због којег Ада није "ничија"; до тада је изграђено осам кућица од дозвољених 15, Удружење са жалило да Дирекција омета даљу градњу; Дирекција је приговарала да је локације добило Удружење а да граде појединци, почевши од председника и чланова управе.
У јулу 2016. године када је организован међународни маратон „Ада Међица”, у водама око острва, откривена је бомба тешка 50 килограма из Другог светског рата.

## Спорт
Први међународно пливачки маратон око Аде Међице одржао се 17. јула 2016. године.
Такмичење пливања у кругу око Аде Међице у мешовитој мушкој и женској категорији, организовали су Удружење љубитеља Саве и Дунава „Ада Међица“ у сарадњи са Савезом за даљинско пливање Србије.. Маратон пливања један је од ретких пливачких догађаја у Србији, на коме се плива низводно, а други по реду одржан, 2017. године био је посвећен 55. годишњици од насељавања Аде Међице. Од 2018. године, постоје две трке, једна рекреативна (1 km низводно) и једна професионална и полупрофесионална (2,7 km око острва).